# Вернек
Вернек (на словенски: Vernek) е село в Словения, Средна Словения, община Лития. Според Националната статистическа служба на Република Словения през 2015 г. селото има 54 жители.